# Медичи, Джанкарло
Джова́нни Ка́рло Ме́дичи (лат. Ioannes Carolus Medices, итал. Giovanni Carlo de Medici), известный также как Джанка́рло Ме́дичи (итал. Giancarlo de Medici; 4 июля 1611, Флоренция, Великое герцогство Тосканское — 22 января 1663, там же) — сын тосканского правителя Козимо II из рода Медичи, принц Тосканский, кардинал-дьякон с титулярной диаконией Санта-Мария-Нуова и Сан-Джорджо-ин-Велабро.

## Биография

### Ранние годы и военная карьера

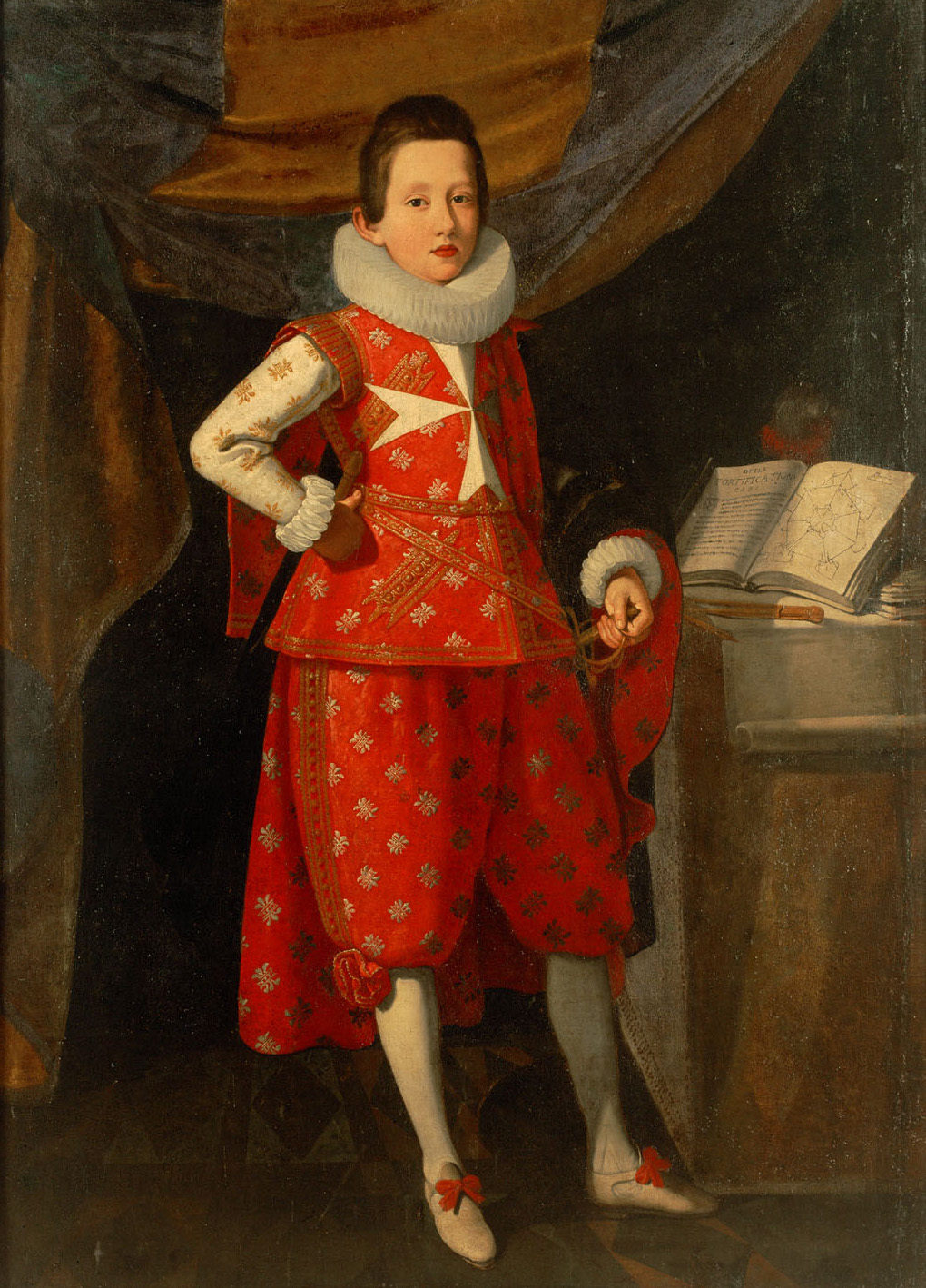
Ю. Сустерманс. Портрет Джанкарло Медичи в детстве. 1622. Уффици, Флоренция

Джанкарло Медичи родился во Флоренции 4 июля 1611 года. Он был вторым сыном и третьим ребёнком Козимо II, великого герцога Тосканского и Марии Магдалины Австрийской.
Получил хорошее домашнее образование. Владел французским и немецким языками. Хорошо разбирался в музыке. Одним из учителей юного принца был математик Фамиано Микелини. В 1628 году он сопровождал старшего брата Фердинандо в поездке в Священную Римскую империю. В Праге принцы были представлены императору Фердинанду II.
В 1629 году начал переговоры о браке с Анной Карафа ди Стильяно, дочерью, Антонио Карафа, герцога Мондрагоне и Елены Альдобрандини. Переговоры затянулись до 1633 года. Невеста Джанкарло была богатой наследницей, и под давлением дона Гаспара де Гусмана, графа-герцога Оливареса, первого министра Испании при короле Филиппе IV, она была выдана замуж за его сына дона Рамиро Нуньеса де Гусмана, герцога Медина-де-лас-Торрес, который вскоре стал вице-королём Неаполитанского королевства.
Джанкарло думал посвятить себя военной карьере. Ещё в детстве он был принят в рыцари Мальтийского ордена. С мая 1621 года являлся Великим приором Пизанского командорства ордена. Возглавил флот великого герцогства Тосканского. В 1638 году получил место главнокомандующего флота Испании в Средиземном море. После неудачного участия в 1642 году в осаде Барселоны во время восстания в Каталонии подал в отставку. В 1643 году в последний раз участвовал в военных действиях. Во время войны за княжество Кастро был главнокомандующим армии великого герцогства Тосканского.

### Церковная карьера
Папа Иннокентий X в знак добрых отношений с семьей Медичи и лично с Фердинандо II, великим герцогом Тосканским, 14 ноября 1644 года возвел его младшего брата Джанкарло в кардиналы. 20 марта 1645 года ему был присвоен титул кардинала-диакона с титулярной диаконией Санта-Мария-Нуова (ныне Санта-Мария-делла-Скала). Таким образом, Джанкарло был вынужден отказаться от военной карьеры. 6 марта 1656 года его прежний титул был заменён на титул кардинала-диакона Сан-Джорджо-ин-Велабро.
Став кардиналом, он не изменил своего образа жизни. В июне 1645 года вернулся во Флоренцию. Прибыл в Рим только в 1655 году для участия на конклаве, на котором новым римским папой был избран Фабио Киджи, взявший имя Александра VII. На конклаве активно сотрудничал с младшим братом Леопольдо, который позднее также был возведён в сан кардинала. Папа Александр VII назначил его ответственным за прием королевы Кристины Шведской, новообращенной из протестантизма в католицизм. Но когда обнаружилась близость между Джанкарло и Кристиной, понтифик отправил кардинала-диакона обратно во Флоренцию, объявив его слишком красивым и молодым для того, чтобы быть духовным наставником королевы. В Рим он больше не вернулся.

### Меценат
Джанкарло был одним из самых активных итальянских коллекционеров и меценатов. Раннее собрание из 250 картин, главным образом натюрмортов и портретов членов семьи, хранилось им на вилле Меццомонте, которую он купил в 1629 году. В 1640 году великий герцог Тосканский передал ему особняк на улице Вия делла Скала во Флоренции. Обе резиденции были украшены Джанкарло фресками кисти Анджело Микеле Колонна, Агостино Мителли и Пьетро да Кортона. Средства, полученные им после продажи виллы Меццомонте в 1644 году, также были потрачены на покупку новых полотен. В 1648 году унаследовав от дяди Лоренцо Медичи виллу в Кастелло, разместил в ней натюрморты и пейзажи современных ему флорентийских живописцев. Часть коллекции перенёс в личные покои во дворце Питти во Флоренции.
В его собрании находились работы кисти Рафаэля Санти, Антонио Аллегри по прозвищу Корреджо, Франческо Маццолы по прозвищу Пармиджанино, Франческо Альбани, Питера Пауля Рубенса, Пьеро ди Козимо, Паоло Кальяри по прозвищу Веронезе, Николя Пуссена, Гвидо Рени. Всего коллекция включала более 560 картин.
С юности он был поклонником театра. В 1637 году руководил организацией торжеств по случаю свадьбы старшего брата Фердинандо II и Виктории делла Ровере. В 1648 году возглавил Академию согласных — ассоциацию благородных театралов, для труппы которой в 1657—1658 году по его заказу архитектор и скульптор Фердинандо Такка построил театр Пергола во Флоренции.

### Поздние годы

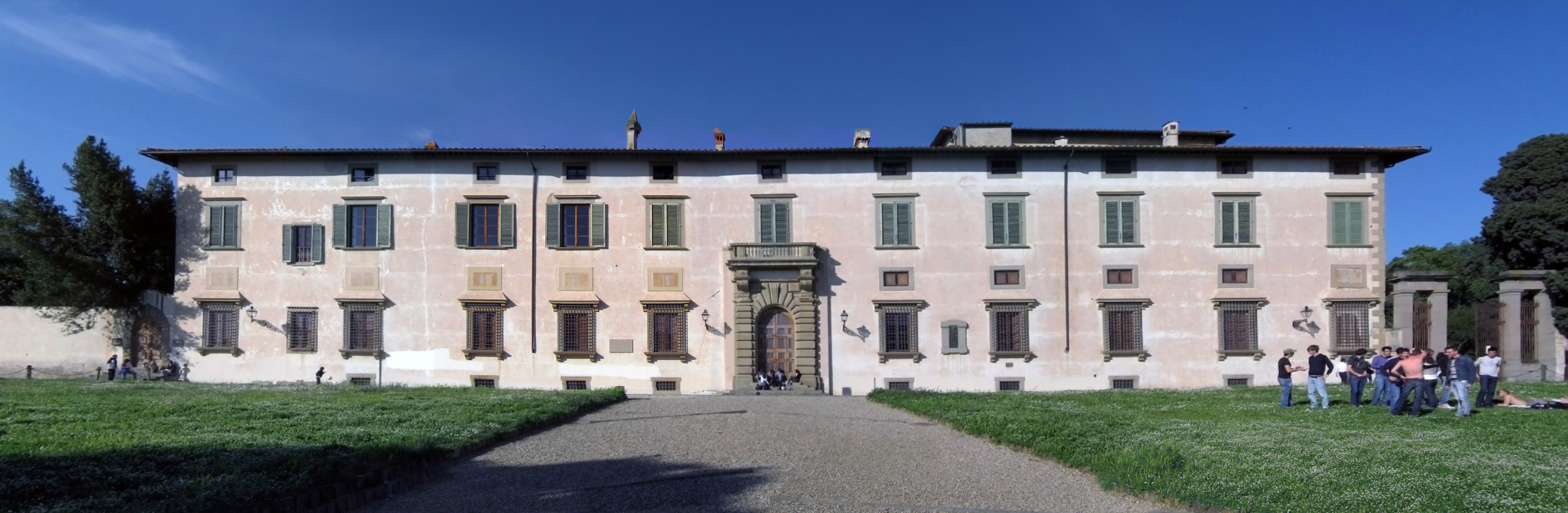
Фасад виллы Медичи в Кастелло

Во Флоренции Джанкарло вёл светский образ жизни, принимая многочисленных любовниц. Ещё в 1637 году у него родился внебрачный сын Альберто от Маргериты Сальветти, жены Джулио Джанноццо Чеппарелли. Фердинандо II доверил ему управление финансовыми делами великого герцогства. Однако со временем отношения между братьями охладели.
Джанкарло Медичи умер от инсульта 22 января 1663 года на вилле в Кастелло. Он был похоронен в капелле Медичи в церкви Сан-Лоренцо. Вместо завещания, кардинал-диакон оставил долги в размере 135 000 крон. Через несколько дней после его смерти Фердинандо II распродал на аукционе всё имущество брата, чтобы погасить кредиты покойного.